# Morgengabe
El Morgengabe ("regalo de la mañana"; término germánico) es la prestación matrimonial que tiene por objeto la parte de los bienes que el marido destina a su esposa para el caso de que muriera antes que ella.
Era un institución diferente de la dote y no sólo consistía en una remuneración pecuniaria, sino también en la ofrenda de bestias o armas.

## Costumbre
Era una antigua ley germánica que consistía en una ofrenda del hombre a la esposa la mañana después de la noche de bodas y servía como compensación a la virginidad perdida. En Sarre, había un regalo de la mañana antes del día de la boda.
Es posible encontrar vestigios de esta institución germánica en el derecho visigodo; concretamente, en una colección de 46 fórmulas de estilo romano, que son las más destacables de las que se conservan y, en concreto, en la fórmula 20, donde se hace referencia a esta institución.

## Legislación
La mujer (de clase social inferior) debía renunciar a todos los derechos de herencia para ella y para los hijos que tuviera. Si no hubiera descendencia en el matrimonio y quedara viuda, el Morgengabe podía servir para asegurarle una pensión (con su certificado correspondiente) o remuneración.